# Lijst van politieke partijen op Bonaire
De lijst van politieke partijen op Bonaire is een historisch overzicht van politieke partijen die in het heden of het verleden actief zijn geweest in de Bonairiaanse politiek, op zowel lokaal en nationaal niveau tijdens de constellatie van de Nederlandse Antillen als op lokaal niveau vanaf 2010 met de ingang van de status van openbaar lichaam van Nederland.
Bonaire kent een meerpartijenstelsel en normaliter is er een coalitie van twee of drie politieke partijen nodig om het eilandsbestuur te vormen.

## Partijen

### Actieve partijen
De volgende partijen en bewegingen hebben deelgenomen aan verkiezingen op Bonaire sedert 2011.
- 1 Tim magno
- 1 Union pa Pueblo
- Aliansa Kristian Boneriano (AKB)
- Democratische Partij (PDB); Aliansa Demokrátika Bonairiana (naamwijziging tussen 2009 en 2010)
- Era Nobo
- Frente Sosial Progresivo (FSP)
- Lijst Soleana
- Movementu Boneiru Liber (MBL)
- Bonairiaanse Volksbeweging (MPB)
- Union Patriotiko Boneriano (UPB, fusie PPB-PPBU)

### Niet actieve of ter ziele gegane partijen
- Accion Democratico Nobo (ADEN)
- Caribische Alliantie pro Solidariteit (CAS)
- Movementu Antia Sosial (MAS)
- Partido di Akshon Nobo (PAN)
- Partido Autentiko di Pueblo (PADB)
- Partido Boneriano Sosial (Paboso)
- Partido Boneriano Uni (UNI)
- Partido Obrero Boneriano (POB)
- Partido Patriotico Boneriano (PPB)
- Partido Progresista Boneriano (PPB)
- Partido Progresista Boneriano Uni (PPBU, fusie PPB-UNI)
- Partido Pro Hustisia & Union (PHU)
- Partido Restructurá Antias (Boneiru) (PAR)
- Partido Sosialista (PS)